# Вања Кавурић
Вања Кавурић (Београд, 9. октобар 1945 — Загреб, 23. октобар 1977) била је српска сликарка која је радила као ликовна педагошкиња у Загребу.

## Биографија
Вања Кавурић била је ћерка архитекте Ђуке Кавурића и Ируде Борковић, докторке економије.
Вања је завршила класичну гимназију у Београду 1963. Студирала је на Академији примењених уметности у Београду од 1963. до 1965. у класи професора Стојана Ћелића. Дипломирала је 1967. на Академији ликовних уметности у Загребу у класи професора Отона Постружника. Била је сарадница мајсторске радионице Крсте Хегедушића од 1969. до 1973. Поред сликарства, радила је керамику и објављивала песме у београдском часопису Кадима (1973).

## Уметничко дело
Вања Кавурић је припадала покрету Нове фигурације. У својим сликама (Ти, Почетак игре, Обала III, све настале између 1971–1973) и цртежима (циклус Унутра и напољу, око 1970), градила је оригиналан иконографски израз сликајући деперсонализоване женске актове, лутке и маске у великим форматима, скулптуралне форме и наглашавајући еротику у односу на предмете свакодневног живота, што ју је приближило поп арту.
У сликама је показивала опседнутост свакодневним предметима и еротским асоцијацијама (Шољица кафе, 1974).

### Самосталне изложбе
- Загреб (1970, 1973),
- Београд (1972),
- Винковци (1973).

###### Постхумне изложбе
- Београд (1983),
- Загреб (1990, 1998).

### Групне изложбе
- Салон младих (Загреб 1970–74),
- Бијенал младих (Ријека 1971, 1973),
- Загребачки салон (1971–73),
- Изложба цртежа у Загребу (1971).